# Tomász Nagórka
Tomász Nagórka (Polonia, 2 de octubre de 1967) es una atleta polaco retirado especializado en la prueba de 60 m vallas, en la que consiguió ser subcampeón europeo en pista cubierta en 1992.

## Carrera deportiva
En el Campeonato Europeo de Atletismo en Pista Cubierta de 1992 ganó la medalla de plata en los 60 m vallas, con un tiempo de 7.69 segundos, tras el letón Igors Kazanovs y por delante del checo Jiří Hudec.